# 二俣町二俣
二俣町二俣（ふたまたちょうふたまた）は静岡県浜松市天竜区の大字。住居表示未実施。

## 地理
浜松市天竜区の南部に位置する。東で二俣町阿蔵及び磐田市下野部、西で二俣町大園・渡ケ島、南で二俣町鹿島・浜名区上島、北で大谷・山東と接する。

### 山岳
- 鳥羽山

### 河川
- 天竜川
- 二俣川
- 阿蔵川

## 歴史

### 沿革
- 1876年（明治9年） - 二俣村が川口村を編入する。
- 1889年（明治22年）4月1日 - 町村制の施行により、豊田郡二俣村が周辺の村と合併し、豊田郡二俣町となる[WEB 7]。旧村名は二俣町の大字として残る[WEB 8]。
- 1896年（明治29年）4月1日 - 郡制の施行により、二俣町の所属郡が磐田郡に変更となる。
- 1956年（昭和31年）9月30日 – 二俣町が周辺の村と合併して改めて磐田郡二俣町となる。
- 1958年（昭和33年）11月3日 – 二俣町が市制施行して天竜市となる。住所表記を大字二俣から二俣町二俣に変更する。
- 2005年（平成17年）7月1日 – 天竜市外10市町村が浜松市に編入される。
- 2007年（平成19年）4月1日 - 浜松市が政令指定都市となる。二俣町二俣は天竜区の一部となる。

## 施設
- 浜松市立二俣幼稚園
- 浜松市立二俣小学校
- 静岡県立天竜高等学校
- 浜松市天竜区役所
- 浜松市二俣ふれあいセンター
- 天竜浜名湖鉄道二俣本町駅
- 浜松市消防局天竜消防署
- 浜松市立天竜図書館
- 浜松市立天竜体育館
- 浜松市立天竜武道館
- 浜松市天竜壬生ホール
- 浜松市秋野不矩美術館
- 浜松市皆原浄水場
- 本田宗一郎ものづくり伝承館
- 天竜郵便局
- 静岡銀行天竜支店
- 浜松いわた信用金庫二俣支店
- JA遠州中央天竜支店・天竜営農センター
- 杏林堂ドラッグストア二俣店
- 医療法人社団弘遠会 天竜すずかけ病院
- 森のマルシェきころ
- 鳥羽山公園
- 二俣城址
- 東海進研 本社
- リサイクルクリーン 本社
- ファミリーマート天竜二俣東店
- appllostation天竜SS（天竜石油が運営）
- 浜松市営皆原団地
- 浜松市営田組西団地
- 浄土宗 信康山 清滝寺
- 曹洞宗 長光寺
- 曹洞宗 東谷山 栄林寺
- 秋葉神社
- 浅間神社
- 神明神社
- 諏訪神社
- 八幡神社

## 交通

### 鉄道
- 天竜浜名湖鉄道線：（新所原 方面 - ）二俣本町（ - 掛川 方面）

### バス
- 遠鉄バス
  - 30磐田天竜線：（磐田駅 方面 - ）秋野不矩美術館入口 - 二俣横町 - 二俣仲町 - 車道 - 天竜区役所 - 光明山口（ - 山東 方面）
  - 秋葉線・鹿島線：（厚生会・西鹿島駅 方面 - ）鳥羽山公園入口 - 城下通 - 秋野不矩美術館入口 - 二俣横町 - 二俣仲町 - 車道 - 天竜区役所 - 光明山口（ - 山東・春野 方面）
- 浜松市自主運行バス北遠本線：（西鹿島駅 方面 - ）鳥羽山公園入口 - 城下通 - 秋野不矩美術館入口 - 二俣横町 - 二俣仲町 - 車道 - 天竜区役所 - 光明山口（ - 水窪町 方面）
  - 水窪タクシーに委託
  - 年末年始は運休

### 道路
- 国道152号
- 国道362号
- 静岡県道40号掛川天竜線
- 静岡県道297号両島二俣線
- 浜松市道天竜二俣本線（クローバー通り）

## その他

### 学区
小学校・中学校の学区は以下の通りである。
- 浜松市立二俣小学校
- 浜松市立清竜中学校

### 警察
警察の管轄区域は以下の通りである。
| 番・番地等 | 警察署     | 交番・駐在所 |
| ---------- | ---------- | ------------ |
| 全域       | 天竜警察署 | 署所在地交番 |

### 消防
消防の管轄区域は以下の通りである。
| 番・番地等 | 消防署     | 本署/出張所 |
| ---------- | ---------- | ----------- |
| 全域       | 天竜消防署 | 本署        |

### WEB
1. ↑  “h02_22.csv”.   総務省 (2022年2月10日). 2024年10月21日閲覧。
2. ↑  “静岡県浜松市天竜区 (22137)｜国勢調査町丁・字等別境界データセット”.   人文学オープンデータ共同利用センター. 2024年10月26日閲覧。
3. ↑  “静岡県 浜松市天竜区 二俣町二俣の郵便番号 - 日本郵便”.   日本郵便. 2024年10月21日閲覧。
4. ↑  “市外局番の一覧”.   総務省 (2022年3月1日). 2024年10月21日閲覧。
5. ↑  “事業所案内及び管轄地域（事務所3件、分室3件）”.   一般社団法人静岡県自動車会議所. 2024年10月21日閲覧。
6. ↑  “住居表示実施状況／浜松市”.   浜松市 (2024年1月4日). 2024年10月21日閲覧。
7. ↑  “historyofcities.pdf”.   静岡県総務部合併推進室・財団法人静岡県市町村振興協会. 2024年10月21日閲覧。
8. ↑  “解説ページ”.   株式会社エア. 2024年10月21日閲覧。
9. ↑  “学校名から探す／浜松市”.   浜松市 (2024年1月1日). 2024年10月21日閲覧。
10. ↑  “天竜警察署・所在地交番｜静岡県警察”.   静岡県警察 (2023年4月27日). 2024年10月21日閲覧。
11. ↑  “消防署の町別管轄「ふ」／浜松市”.   浜松市 (2023年4月3日). 2024年10月21日閲覧。